# フェイク・クライム
『フェイク・クライム』（原題: Henry's Crime）は、2011年にアメリカ合衆国で公開された犯罪映画である。

## ストーリー
ニューヨーク州バッファロー。そこで暮らすヘンリーは、ただ漫然と日々を過ごすごく平凡な男。そんな彼がある日、高校時代の悪友エディから野球の試合に誘われる。エディに言われるがまま、集合場所の銀行の前で車を停めて待っていたヘンリーだったが、突然銀行のベルが鳴り響き、中からエディが飛び出してくる。なんとエディは銀行強盗であり、ヘンリーは運転手役に仕立て上げられてしまったのだ。しかも、不運なことにヘンリーだけが逮捕されてしまい、彼は刑務所に収監されてしまう。それから1年後、仮出所をしたヘンリーは、茫然と強盗があったあの銀行の前に立っていた。そこで偶然、脇見運転をしていた女性ジュリーの車にひかれてジュリーと知り合う。ジュリーは銀行の隣にある劇場で『桜の園』の稽古をしていた舞台女優だったのだ。その劇場から銀行の地下へと続く古いトンネルがあることを知ったヘンリーは、刑務所内で親しくなった詐欺師のマックスを誘い、本当に銀行強盗を行う計画を立てるのであった。

## キャスト
※括弧内は日本語吹替
- ヘンリー・トーン - キアヌ・リーブス（森川智之）
- ジュリー・イワノワ - ヴェラ・ファーミガ（本田貴子）
- マックス・サルツマン - ジェームズ・カーン（稲葉実）
- ダレク・ミロドラゴヴィック - ピーター・ストーメア（水野龍司）
- エディ・ヴァイブス - フィッシャー・スティーヴンス（宮澤正）
- ジョー - ダニー・ホック（かぬか光明）
- フランク - ビル・デューク（木村雅史）
- デビー・トーン - ジュディ・グリア（衣鳩志野）